# 대한민국 형사소송법 제162조
대한민국 형사소송법 제162조는 개별신문과 대질에 대한 형사소송법의 조문이다.

## 조문
제162조(개별신문과 대질) ① 증인신문은 각 증인에 대하여 신문하여야 한다.  <개정 1961.9.1.>
②신문하지 아니한 증인이 재정한 때에는 퇴정을 명하여야 한다.
③필요한 때에는 증인과 다른 증인 또는 피고인과 대질하게 할 수 있다.
④ 삭제  <1961.9.1.>

第162條(個別訊問과 對質) ① 證人訊問은 各 證人에 對하여 訊問하여야 한다.  <개정 1961.9.1.>
②訊問하지 아니한 證人이 在廷한 때에는 退廷을 命하여야 한다.
③必要한 때에는 證人과 다른 證人 또는 被告人과 對質하게 할 수 있다.
④ 削除  <1961.9.1.>

## 참고 문헌
- 손동권 신이철, 새로운 형사소송법(초판, 2013), 세창, 2013. ISBN 9788984114081